# 幸福の車輪
幸福の車輪（こうふくのしゃりん、朝鮮語: 행복의 수레바퀴）は、2010年に公開された朝鮮民主主義人民共和国の映画である。

## あらすじ
主人公（名前不詳）の娘時代にある都市設計研究所という会社で設計担当として働いていた。一人前の建築家と認められた主人公は結婚して仕事を辞め、7年ぶりに職場に復帰するところから始まる。7年ぶりに復帰した主人公は、以前とはあまりにも変わった職場を目の当たりにした。以前は手で設計図を書いていたものが、不慣れなコンピュータを用いた設計に変わっていた。大きく変わった職場環境にうまくいかず挫折する事もあった。しかし主人公は心を落ち着かせ、最終的に優れたデザイン設計を創案するという物語である。